# David Kemboi Kiyeng

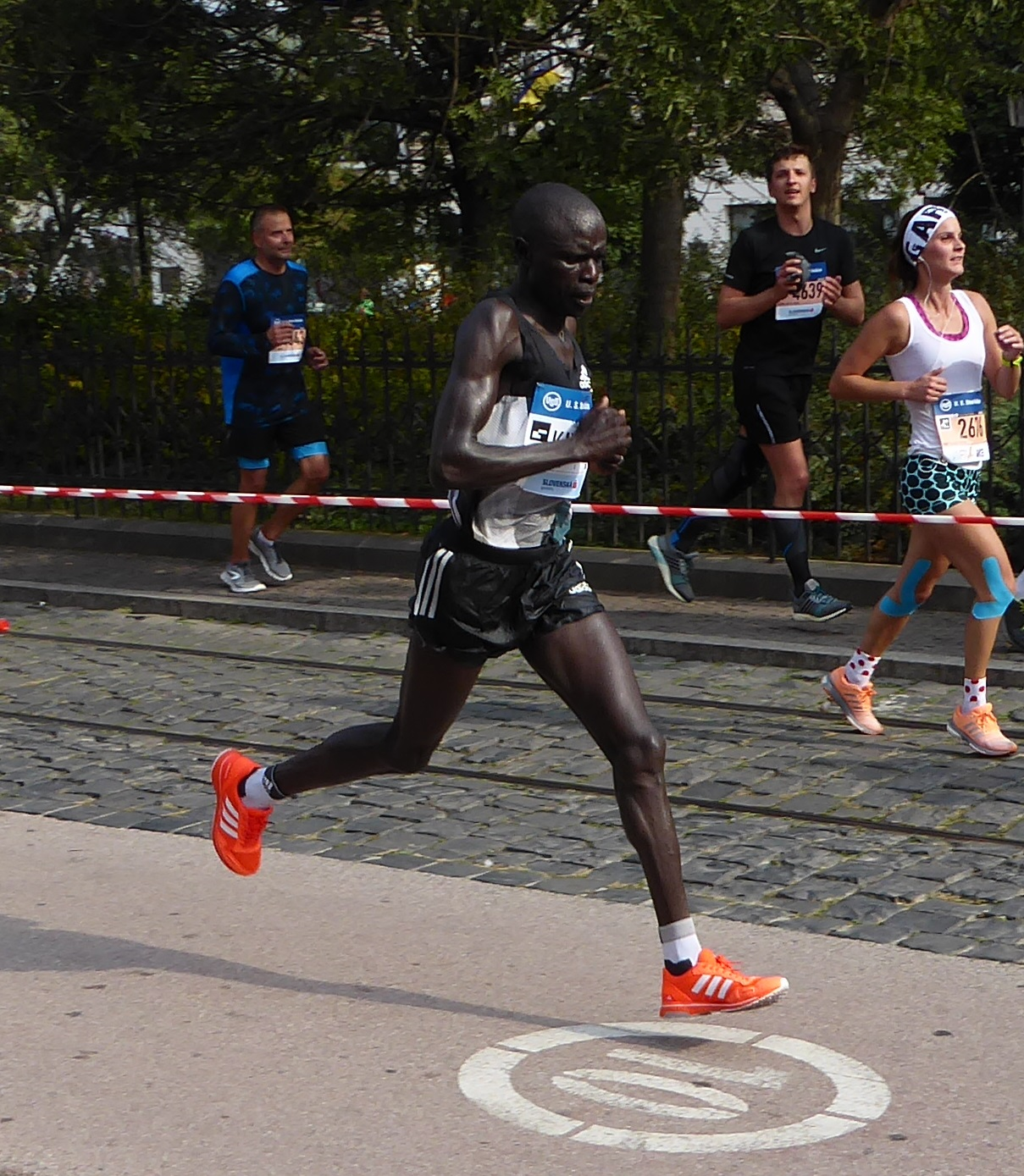
David Kemboi Kiyeng

David Kemboi Kiyeng (* 1983) ist ein kenianischer Marathonläufer.
2006 wurde er Zweiter beim Prag-Marathon und gewann die Maratona d’Italia. 2007 siegte er beim Reims-Marathon mit dem Streckenrekord von 2:09:08 h vor seinem Namensvetter David Kemboi Murkomen. Im Jahr darauf wurde er Zehnter beim Paris-Marathon und verbesserte in Reims den Streckenrekord auf 2:07:53.
2009 wurde er Dritter in Paris und Vierter beim JoongAng Seoul Marathon, 2010 Vierter beim Seoul International Marathon und Sieger beim JoongAng Seoul Marathon.

## Persönliche Bestzeiten
- Halbmarathon: 1:00:44 h, 8. März 2009, Verbania
- Marathon: 2:06:26 h, 5. April 2009, Paris